# Província de Nor Carangas

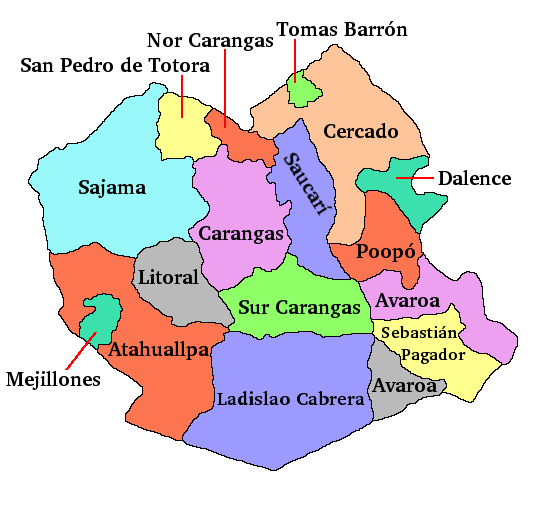
Les províncies del Departament d'Oruro.

La província de Nor Carangas és una de les 16 províncies del Departament d'Oruro, a Bolívia. La seva capital és Huayllamarca.